# Мламолово
Мламолово (болг. Мламолово) — село в Болгарии. Находится в Кюстендилской области, входит в общину Бобов-Дол. Население составляет 798 человек.

## Политическая ситуация
В местном кметстве Мламолово, в состав которого входит Мламолово, должность кмета (старосты) исполняет Георги Димитров Александров (независимый) по результатам выборов правления кметства.
Кмет (мэр) общины Бобов-Дол — Грети Йосиф Алексова (Коалиция в составе 3 партий: Национальное движение «Симеон Второй» (НДСВ), Земледельческий народный союз (ЗНС), Союз демократических сил (СДС)) по результатам выборов в правление общины.